# حيث بن كنعان
حيث بن كنعان وفقًا لسفر التكوين 10:15، هو الابن الثاني لكنعان بن  بن نوح. وهو أبو الحيثيين، الذين عاشوا بالقرب من الخليل (تكوين 23: 3، 7). حيث تعني «الذي عززه يهوه».